# Skitno
Skitno (niem. Skitten) – wieś w Polsce położona w województwie warmińsko-mazurskim, w powiecie bartoszyckim, w gminie Bartoszyce. W latach 1975–1998 miejscowość administracyjnie należała do województwa olsztyńskiego.

## Historia
Pierwsze wzmianki pochodzą z 1423 r. Wieś jest dokładniej opisana w dokumentach z 1521 r. W tym czasie do wsi czynszowej należały 33 włóki na prawie chełmińskim. W 1566 wieś przeszła w posiadanie szlacheckiej rodziny von Lesgewange a później w posiadanie rodziny Kunheim. Szkoła powstała w 1735 r. W 1740 r. wieś została wykupiona przez skarb państwa. 
W 1935 r. w szkole pracował jeden nauczyciel i uczyło się 59 dzieci. W 1939 r. we wsi mieszkało 315 osób.
W 1983 r. we wsi było 30 domów ze 172 mieszkańcami. W tym czasie we wsi funkcjonowało 36 indywidualnych gospodarstw rolnych o łącznej powierzchni upraw 485 ha. W gospodarstwach tych hodowano w tym okresie 392 sztuki bydła, w tym 201 krów, 302 świnie, 25 koni i 7 owiec. We wsi była świetlica, punkt biblioteczny, sala kinowa na 50 miejsc i stolarnia.

## Etymologia
Nazwa wsi pochodzi z języka pruskiego od słowa "Tuscote". Po skróceniu nagłosowego Tu- wskutek akcentu na drugiej sylabie powstała dzisiejsza nazwa.
| Rok  | Nazwa wzmiankowana |
| ---- | ------------------ |
| 1423 | Tuskythen/Tuskyten |
| 1437 | Tusekythen         |
| 1521 | Tuszkitten         |
| 1789 | Sckitten           |
| 1889 | Skitten            |
| 1945 | Skitno             |